# Verdille
Verdille – miejscowość i gmina we Francji, w regionie Nowa Akwitania, w departamencie Charente.
Według danych na rok 1990 gminę zamieszkiwało 371 osób, a gęstość zaludnienia wynosiła 26 osób/km² (wśród 1467 gmin regionu Poitou-Charentes, Verdille plasuje się na 652. miejscu pod względem liczby ludności, natomiast pod względem powierzchni na miejscu 621.).